# Севр-Ниортез
Севр-Ниортез, или Севр-Ньортез (фр. Sèvre niortaise), — река в западной Франции в регионах Новая Аквитания и Земли Луары. Исток реки расположен около местечка Сепвре в департаменте Дё-Севр. Севр-Ниортез протекает по городу Ньор, а затем его течение становится главной водной артерией в районе болот Пуату. Впадает в Атлантический океан, устье реки расположено напротив острова Ре. 
На протяжении 100 километров нижнего течения Севр-Ниортез является судоходным.
Реки Севр-Ниортез и Севр-Нантез дали название департаменту Дё-Севр (фр. Deux-Sèvres, рус. Два Севра).

## Этимология названия
Докельтские корень *Sab (жидкость) и суффикс ara. Наиболее раннее упоминание в форме Severa датировано 932 годом..

## Фотографии

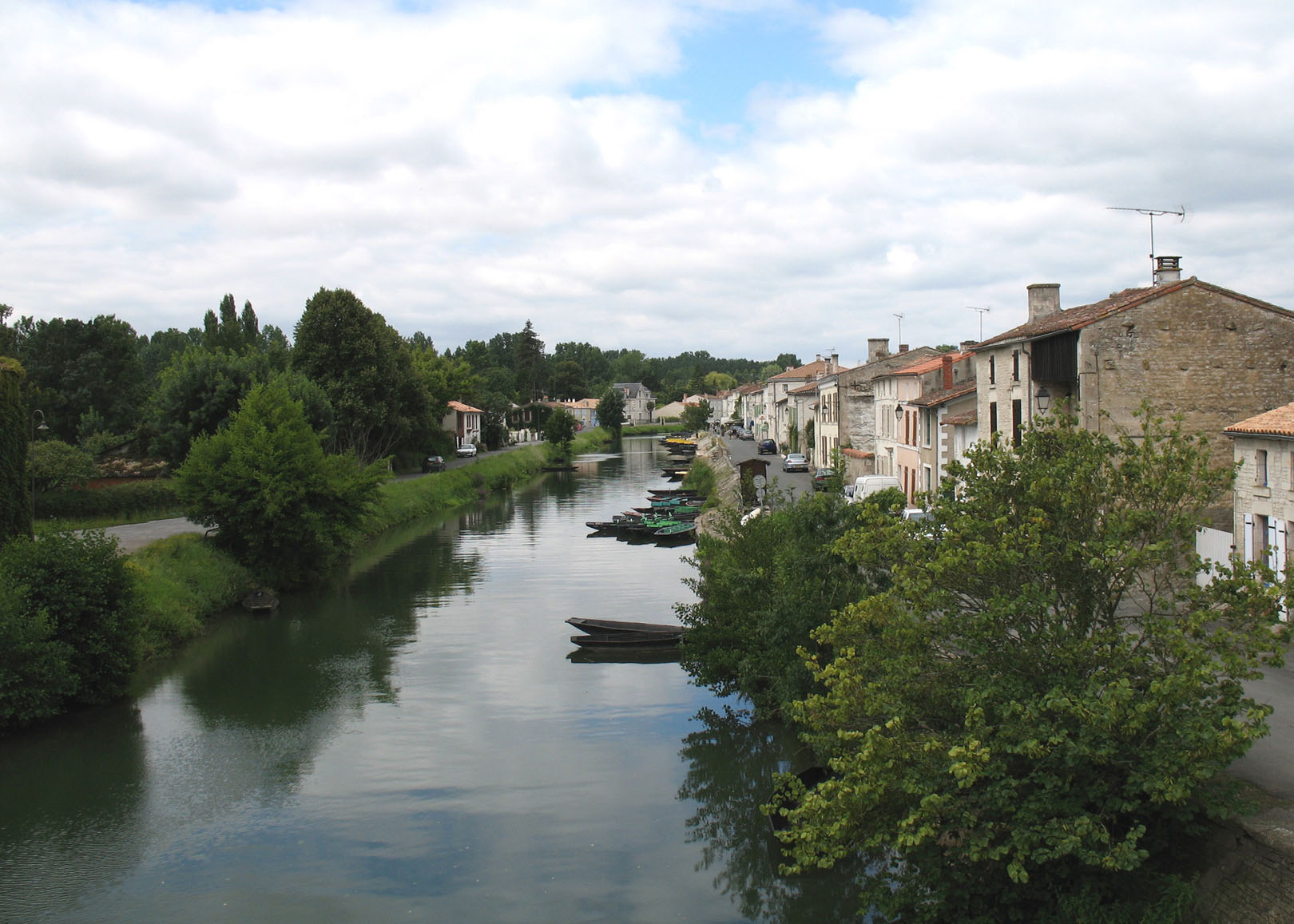
Кулон, набережная Луи Тарди
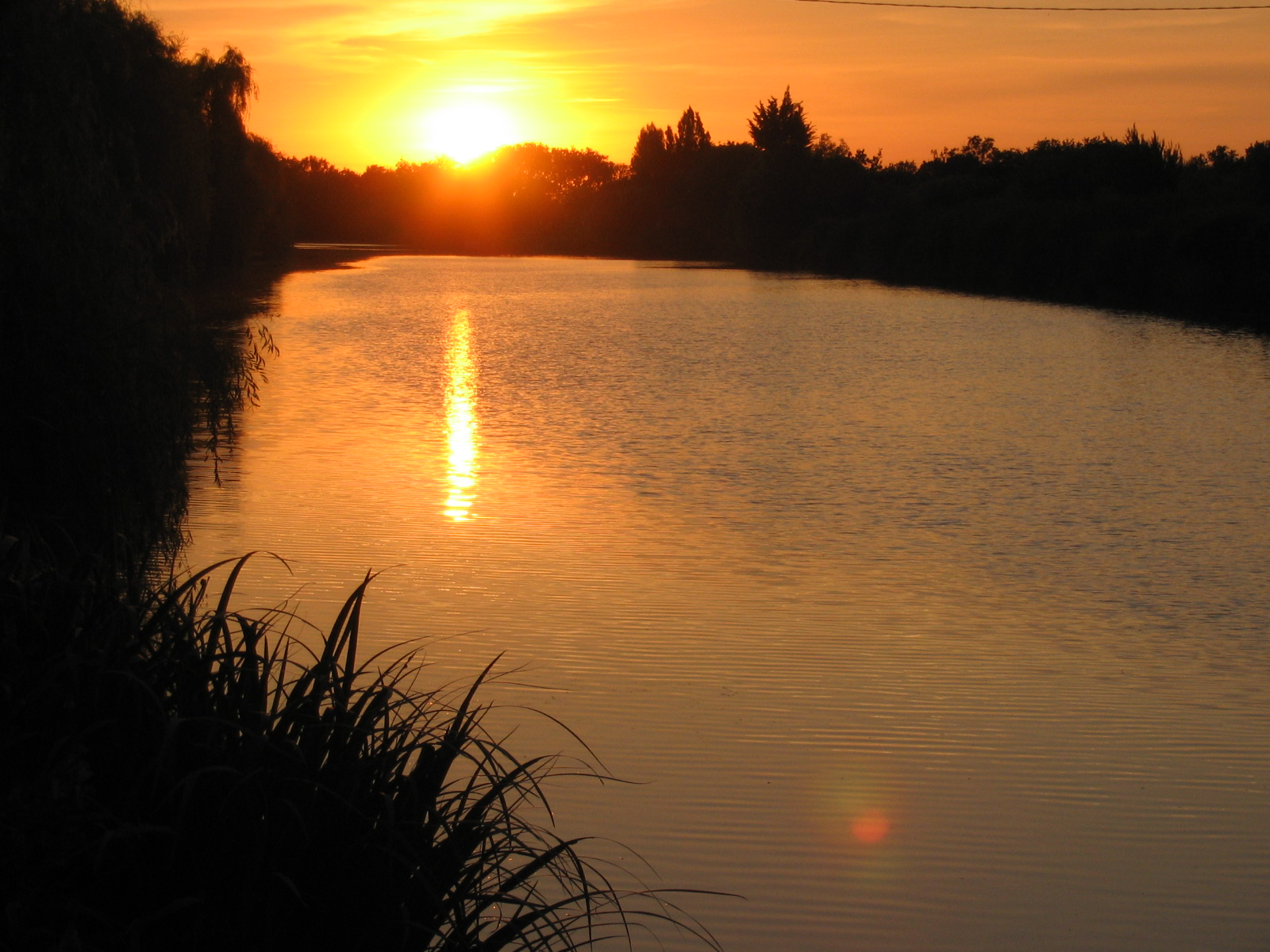
Закат над Севром в г. Маран
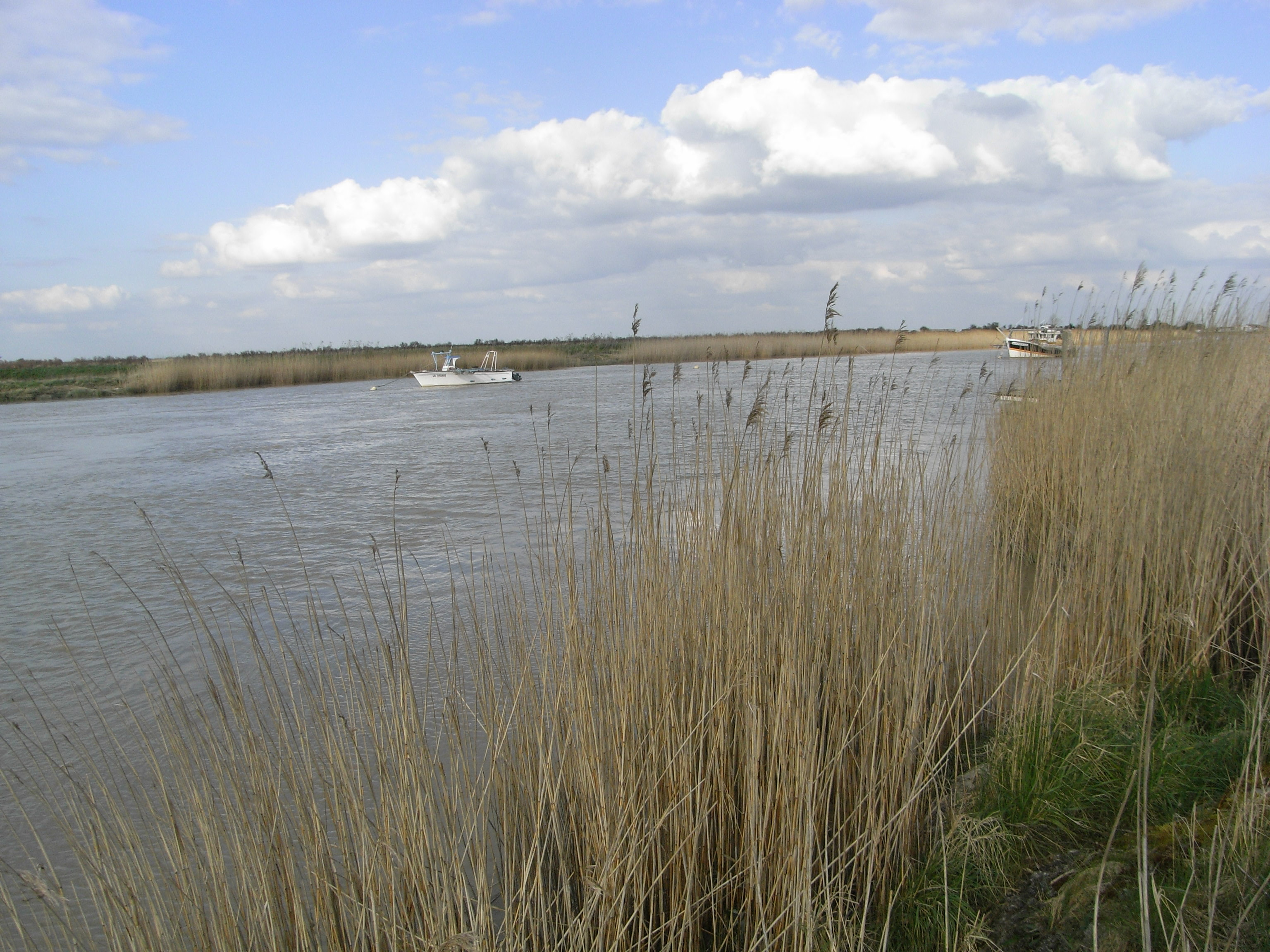
Севр в г. Бро
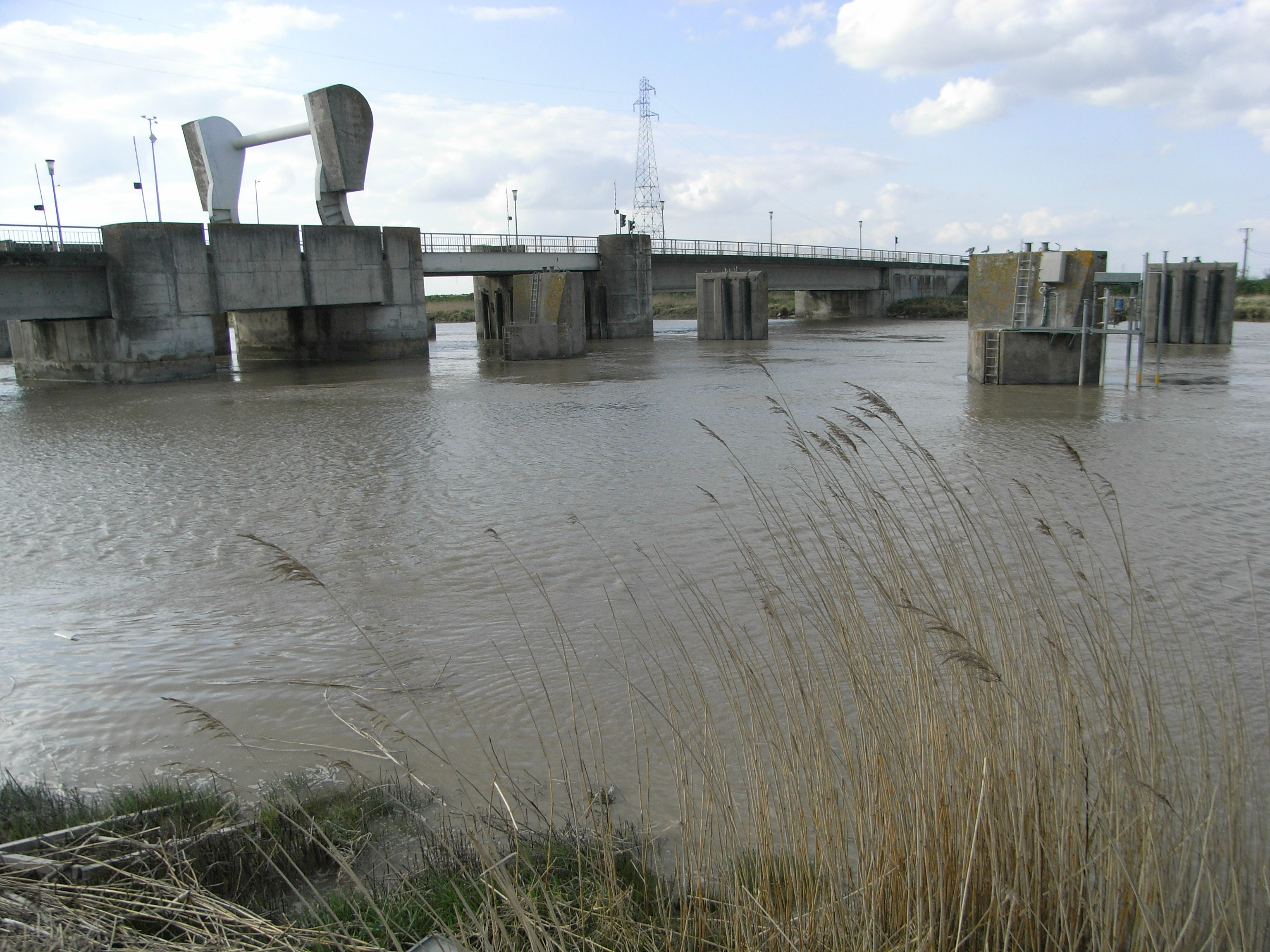
Подъемный мост в Бро